# 前橋駅

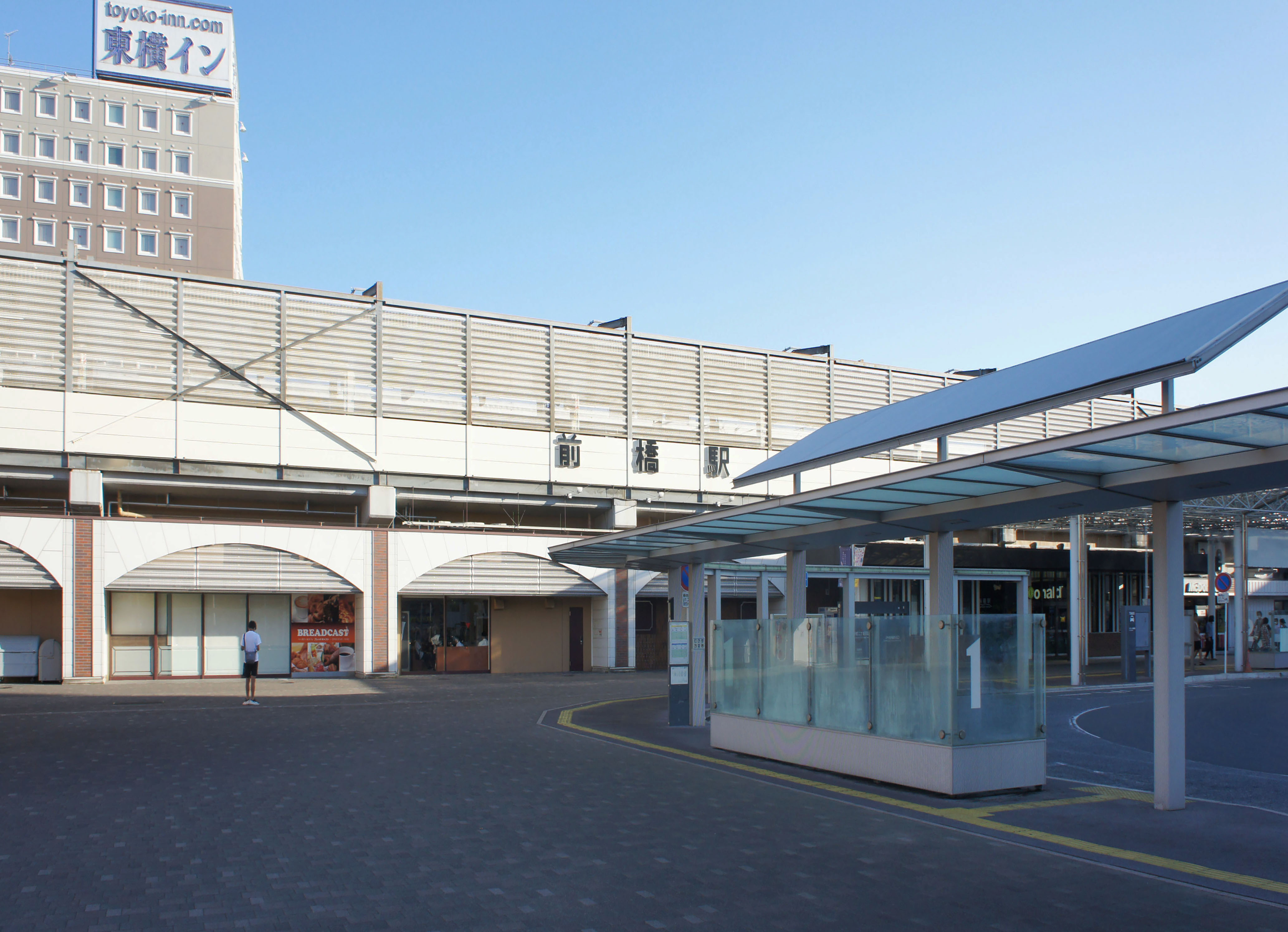
北口（2021年7月）

前橋駅（まえばしえき）は、群馬県前橋市表町二丁目にある、東日本旅客鉄道（JR東日本）両毛線の駅である。
群馬県の県庁所在地である前橋市の代表駅である。ただし、新幹線や高崎線など複数の在来線が集積する高崎市の高崎駅が県内最大のターミナル駅として機能している。また、前橋市の代表駅であるが上毛電気鉄道の上毛線中央前橋駅の方が中心市街地や市役所、県庁などに近い。

## 概要
当駅を発着する上り列車の多くは新前橋駅から上越線に直通して高崎駅を終点とするが、一部列車は高崎から高崎線に直通し上野駅あるいはその先東京駅経由で東海道線の各終着駅まで直通する（上野東京ライン）。また、高崎線から新宿駅経由で東海道線へ直通する湘南新宿ラインも朝に南行列車と夜に北行列車がそれぞれ数本が当駅まで乗り入れており、湘南新宿ライン快速として高崎線を経由し東海道線の国府津駅・小田原駅まで直通する。上野東京ラインは沼津駅行きの他に平塚駅・国府津駅・小田原駅・熱海駅止まりの列車が設定されている。この為、高崎線の大宮駅以北の下りホームでは方面案内に当駅が含まれている（例「熊谷・高崎・前橋方面」）。
下り列車は両毛線内の伊勢崎駅・桐生駅・小山駅までの運行である。小山から宇都宮線（東北本線）へ直通し宇都宮駅まで直通する列車も1日1往復設定されていたが、2019年3月16日のダイヤ改正で廃止され、高崎駅 - 小山駅間に変更された。
特別料金が必要な列車では、特急「あかぎ」・「スワローあかぎ」が1950年に快速列車として運行を開始した当初から乗り入れており、のちに準急、急行、特急と格上げされ運行されていたが、2021年3月13日のダイヤ改正にて高崎駅 - 当駅間が廃止となり、当駅への特急列車の乗り入れがなくなった。このためJR線上にある都道府県庁所在地の代表駅としては、唯一定期優等列車の発着が無い駅となっている。

## 歴史
東京から伸びてきた日本鉄道の路線は、1884年（明治17年）8月20日に利根川西岸の前橋駅まで到達した。これは現在の前橋駅とは異なり、現・前橋市石倉町付近の位置である。所在地に石碑があり、内藤分ステーション跡と刻まれている。前橋市街とは利根川によって隔てられていたため、利根川への架橋が計画された。
一方、日本鉄道小山駅から延伸された両毛鉄道は1889年（明治22年）11月20日に利根川東岸の現・前橋駅まで開業、翌12月には利根川に橋梁が開通して、日本鉄道も両毛鉄道前橋駅まで乗り入れた。東京方面からの直通列車も運転され、県都である前橋市の玄関口としての役割を果たしてきた。駅の出入口は長らく北口のみであった。
1927年（昭和2年）に建設された洋風木造建築の先代駅舎は、この当時に両毛線主要駅で建設された同傾向の駅舎の中でも代表的なものであり、美しい名駅舎として親しまれたが両毛線高架化事業によって取り壊され、1986年（昭和61年）10月16日、現在の高架駅舎を使用開始した。新たに駅南口が設けられ、区画整理事業と合わせて駅南側の整備は進んだが、開発はあまり進んでいない。2000年代に入ってからは、郊外の旺盛な発展と反比例して市街地空洞化が進行したために市内中心部自体が衰退してしまっており、駅周辺もかつての賑わいはなくなったが、南口からけやきウォークに向かう歩行者が増えている。
駅北側の旧駅跡地はバブル期には駅ビルの建設計画もあったが、バブル崩壊とともに計画も頓挫した。しばらく更地のままだったが、暫定的に駐車場や駅レンタカー店舗として利用されていた。2004年（平成16年）、敷地東側に結婚式場「ラ・フォンテーヌ」が完成。
エキータ（旧・イトーヨーカドー前橋店）と現駅の間に挟まれた旧駅跡地西側は、大和リースが運営・管理する立体駐車場および機械式駐輪場となっている。この敷地にJR東日本の子会社であるジェイアール東日本都市開発が、飲食店やスポーツジム、立体駐車場などが入居する5階建て複合ビルの建設を計画していたが、採算面の問題から断念した。日本国有鉄道清算事業団から前橋市に40億円で売却され、市公社が運営する駐車場となり、その後現在の形になった。
上記駅ビル計画に合わせて駅コンコース西側の高架下にも商業施設の建設を計画していたが、こちらは2007年12月25日に「E'site前橋」として開業した。市街地にある観光物産館が移転したほか、ファーストフード店、携帯電話ショップ、各種金融機関のATMなどが出店している。
さらに、前橋市により平成22 - 23年度の2カ年計画で、北口広場をバリアフリー対応とすべく再整備が行われ、2011年7月1日に路線バスやタクシーの発着専用スペースの公共交通エリアが、その後2012年4月に一般車両専用スペースがそれぞれ完成し、工事は完了した。これにより、高架化完成当初に駅ビル用地として確保されながら20年以上暫定利用されている旧駅跡地も、広場として組み込まれた。当初は2008年3月の「全国都市緑化ぐんまフェア」開催までに再整備が行われる予定であったが、その後変更された。なお、かつて駅舎と北口ロータリーを繋ぐ通路の両側にはドラッグストアや飲食店、理容店が存在していたが、この工事に伴い既に閉店している。

### 年表

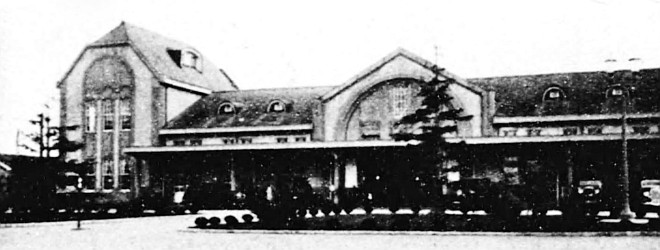
旧駅舎

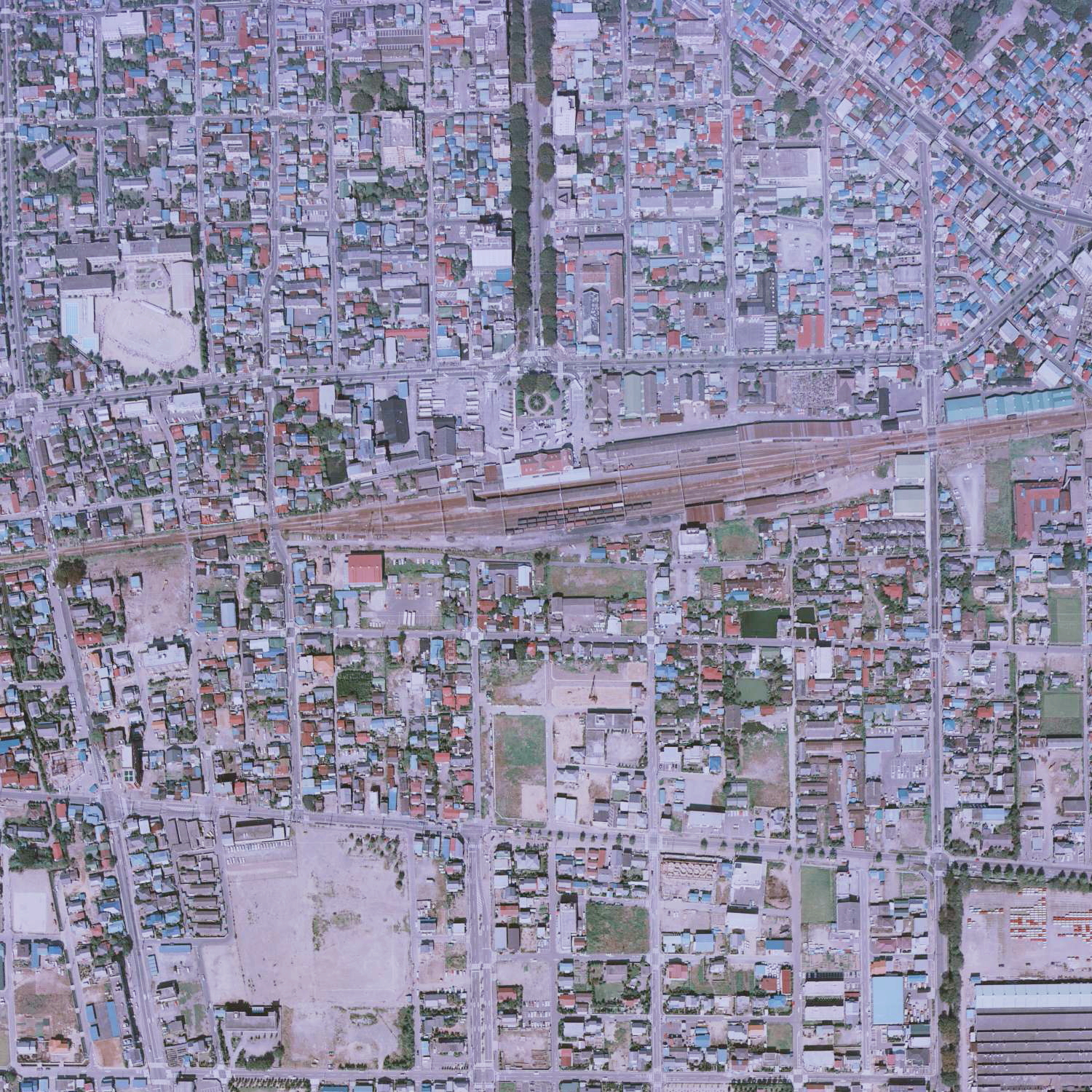
前橋駅周辺の空中写真（1980年10月撮影）

- 1884年（明治17年）8月20日：日本鉄道の前橋駅が西群馬郡内藤分村（現在の石倉町一丁目）に開業[1]。
- 1889年（明治22年）
  - 11月20日：両毛鉄道の前橋駅が東群馬郡上川淵村大字前代田（後の前代田町、現在の表町二丁目）に開業[1]。
  - 12月26日：日本鉄道が両毛鉄道の前橋駅まで延伸したことに伴い、日本鉄道の駅を廃止[1]。
- 1897年（明治30年）1月1日：両毛鉄道が日本鉄道に譲渡[1]。
- 1902年（明治35年）：3代目駅舎供用開始[9][注釈 5]。
- 1906年（明治39年）11月1日：買収により国有化[1]。官設鉄道に移管。
- 1909年（明治42年）10月12日：線路名称設定により、両毛線の駅となる。
- 1927年（昭和2年）：4代目駅舎供用開始[9]。
- 1949年（昭和24年）6月1日：公共企業体日本国有鉄道（国鉄）発足に伴い、その所属となる。
- 1957年（昭和32年）12月1日：当駅 - 新前橋間が直流電化。
- 1968年（昭和43年）9月1日：小山 - 当駅間が直流電化。
- 1970年（昭和45年）10月10日：みどりの窓口営業開始[10]。
- 1973年（昭和48年）4月1日：旅行センターを開設[11]。
- 1981年（昭和56年）10月21日：貨物の取り扱いを廃止[1]。
- 1983年（昭和58年）10月16日：昭和天皇、香淳皇后が第40回国民体育大会に合わせて県内を行幸啓。前橋駅発、原宿駅着でお召し列車が運行[12]。
- 1985年（昭和60年）3月14日：荷物扱い廃止[1]。
- 1986年（昭和61年）10月6日：高架化工事完成により、高架駅となる[4]（5代目駅舎[9]）。
- 1987年（昭和62年）4月1日：国鉄分割民営化により、東日本旅客鉄道（JR東日本）の駅となる[1]。
- 1995年（平成7年）12月19日：自動改札機を設置し、供用開始[13]。
- 2001年（平成13年）11月18日：ICカード「Suica」の利用が可能となる[14]
- 2008年（平成20年）3月15日：発車メロディを『JR-SH1-1』から『恋の通勤列車』に変更[要出典]。
- 2011年（平成23年）7月1日：北口広場の公共交通エリアの整備が完了し、路線バスおよびタクシー乗り場が変更される。
- 2012年（平成24年） 4月：北口広場全体の整備が完了。
- 2014年（平成26年）4月19日：発車メロディを、前橋市出身の井上武士が作曲した童謡『チューリップ』に変更。
- 2017年（平成29年）1月26日：耐震化工事の進捗に伴い、みどりの窓口とびゅうプラザが統合され、かつてのびゅうプラザ付近にリニューアルオープンした。また、自動券売機類も以前とは異なる場所に移動し、観光案内所兼物産館は拡張しリニューアルオープンした。
- 2020年（令和2年）3月30日：びゅうプラザの営業を終了[15][16]。
- 2021年（令和3年）3月13日：ダイヤ改正により、高崎線方面の特急・通勤快速の乗り入れが終了（通勤快速は快速アーバンに統合）[17]。

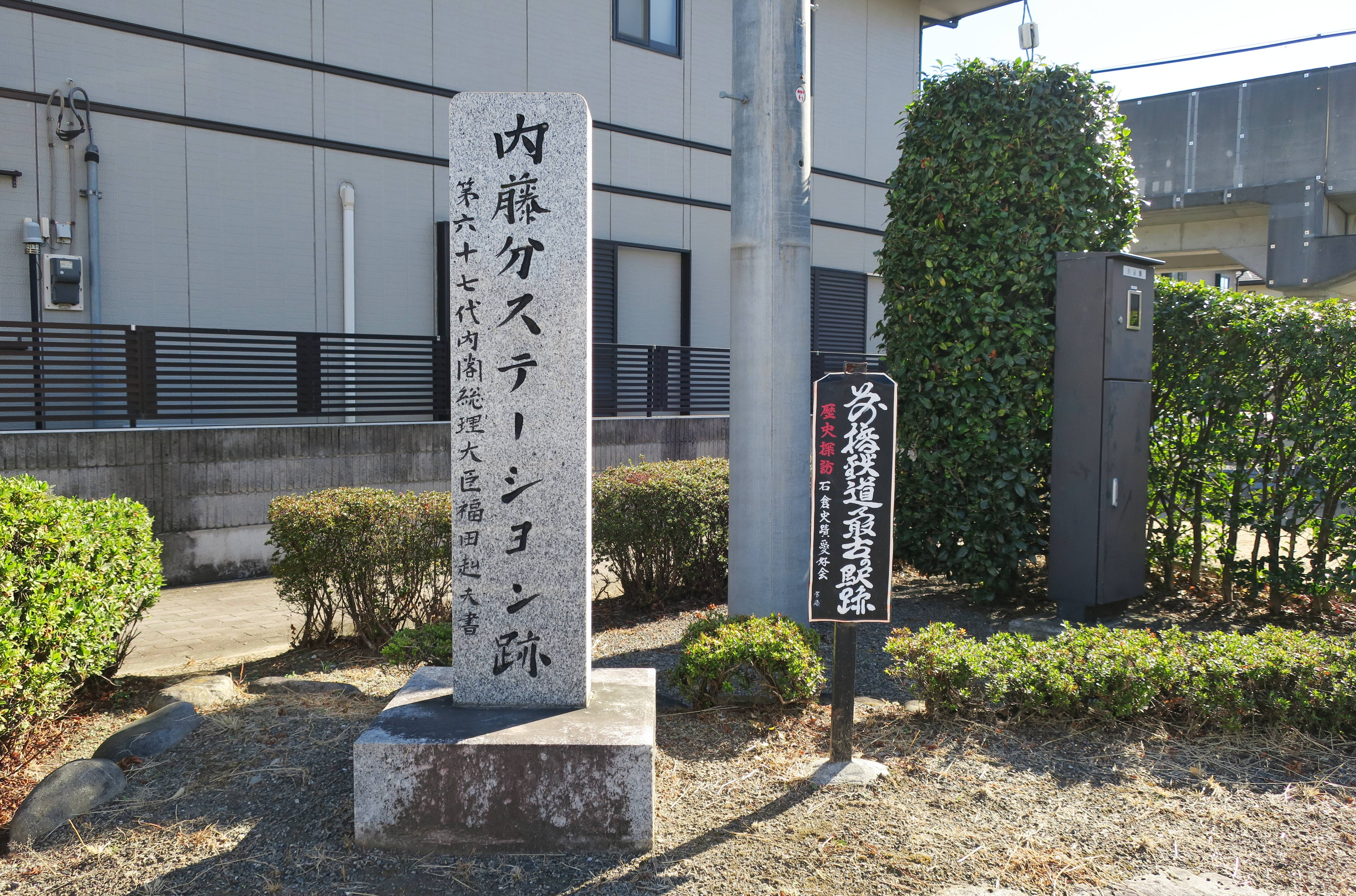
内藤分ステーション跡
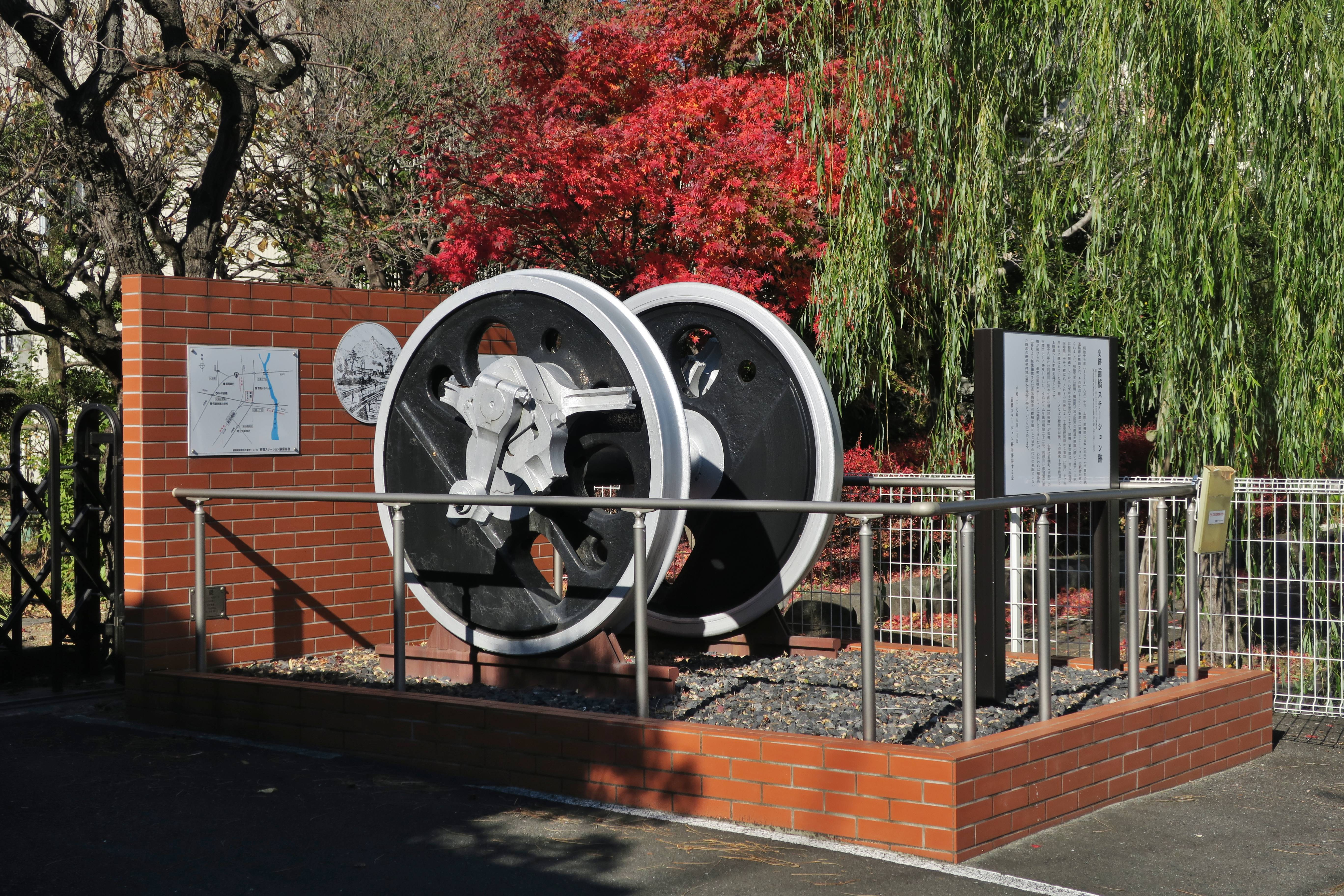
前橋ステーション跡

## 駅構造
島式ホーム2面3線を持つ高架駅である。新前橋側は単線だが、複線化できる分の高架橋が建設されている。名駅舎として知られた先代木造駅舎のモチーフを一部の意匠に取り入れている南口に対して、北口は簡素なデザインであるが、これは建設当初に駅ビル計画があったためである。
社員配置駅（管理駅）で、前橋大島駅・駒形駅・伊勢崎駅を管理下に置く。また前橋地区として新前橋駅以北の各管理駅を統括する前橋地区センターも併設している。

### のりば
| 番線 | 路線             | 方向 | 行先                         | 備考                     |
| ---- | ---------------- | ---- | ---------------------------- | ------------------------ |
| 1・2 | ■ 両毛線         | 下り | 伊勢崎・桐生・小山方面       |                          |
| 1・2 | ■ 両毛線         | 上り | 新前橋・高崎・東京・新宿方面 | 当駅始発                 |
| 1・2 | ■ 湘南新宿ライン | 上り | 新前橋・高崎・東京・新宿方面 | 当駅始発                 |
| 1・2 | ■ 上野東京ライン | 上り | 新前橋・高崎・東京・新宿方面 | 当駅始発                 |
| 3    | ■ 両毛線         | 上り | 高崎・上野方面               | 小山・桐生方面からの列車 |

（出典：JR東日本:駅構内図）
- 「島式2面3線」であるが、高架路盤は4線分あり、このうち最も南側の3番線隣の1線にはレールが敷設されていない[注釈 6]。このホームは、安全対策としてフェンスが張られ、実質片面ホームとなっている。
- 当駅で折り返す列車は、到着後車内清掃および点検を行う。
- 当駅始発の列車は2番線を使うことが多いが、1番線から発車する設定もある。なお、1番線に列車が停車中の場合、桐生・小山方面の列車は2番線を使用する。
- かつてホーム上に発車標はなかったが、2010年3月に使用が開始された。
- 当駅始発の湘南新宿ラインや上野東京ラインの設定がある。なお、湘南新宿ラインは最遠で小田原駅まで、上野東京ラインは沼津駅まで直通している（なお、逆方向の沼津駅からは当駅のみならず高崎線内に乗り入れる列車もない）。
- 当駅発の沼津行きは、当駅から約241kmかけて長い区間を走る列車であり、2015年3月15日の上野東京ライン新設時に設定され、2017年3月3日に一旦廃止されたが、2024年3月16日の改正で復活した。復活時点でJR東日本管内最長距離の普通列車とされている（2017年時点では、更に長い列車があった）[18]。

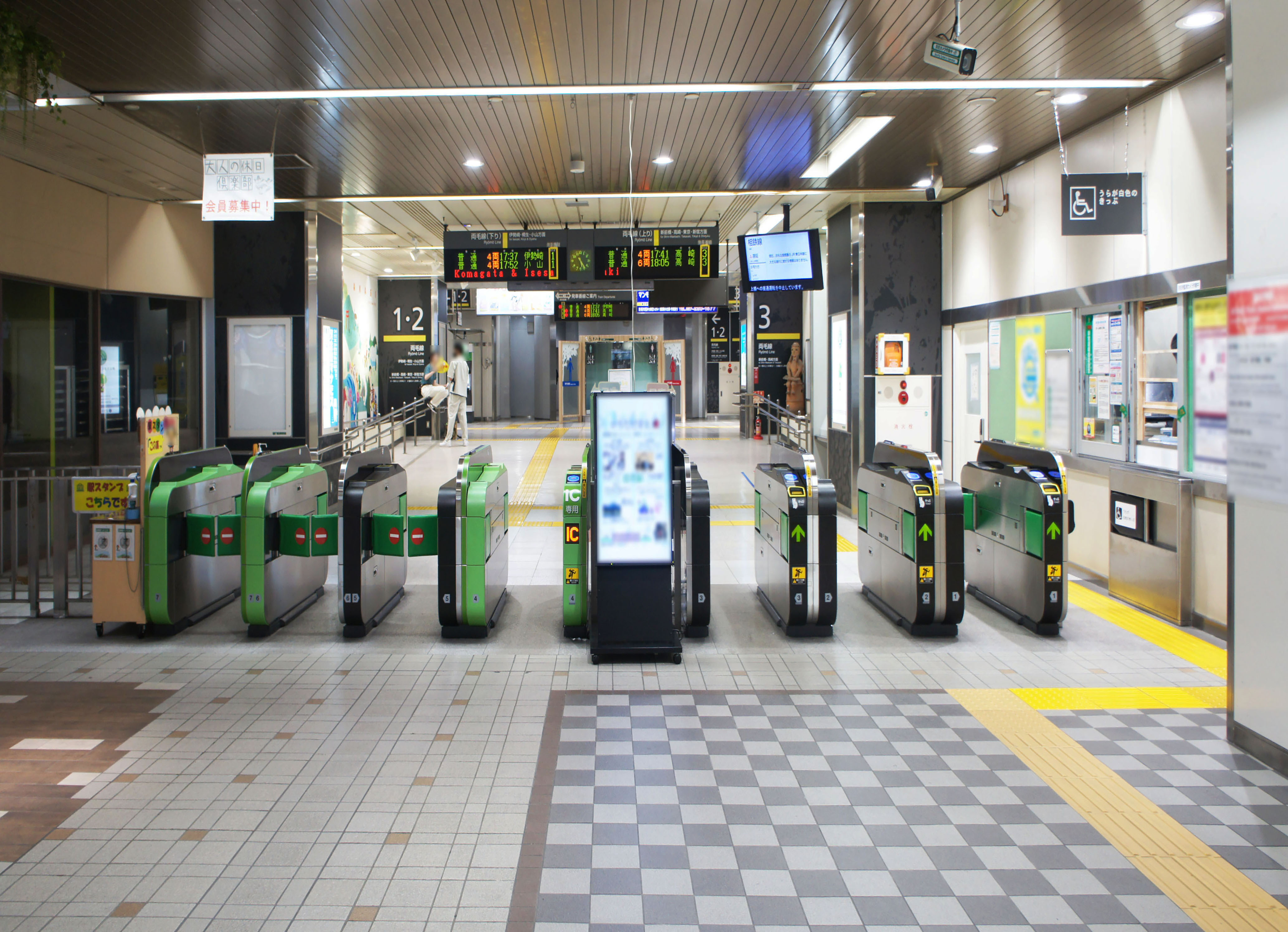
改札口（2021年7月）
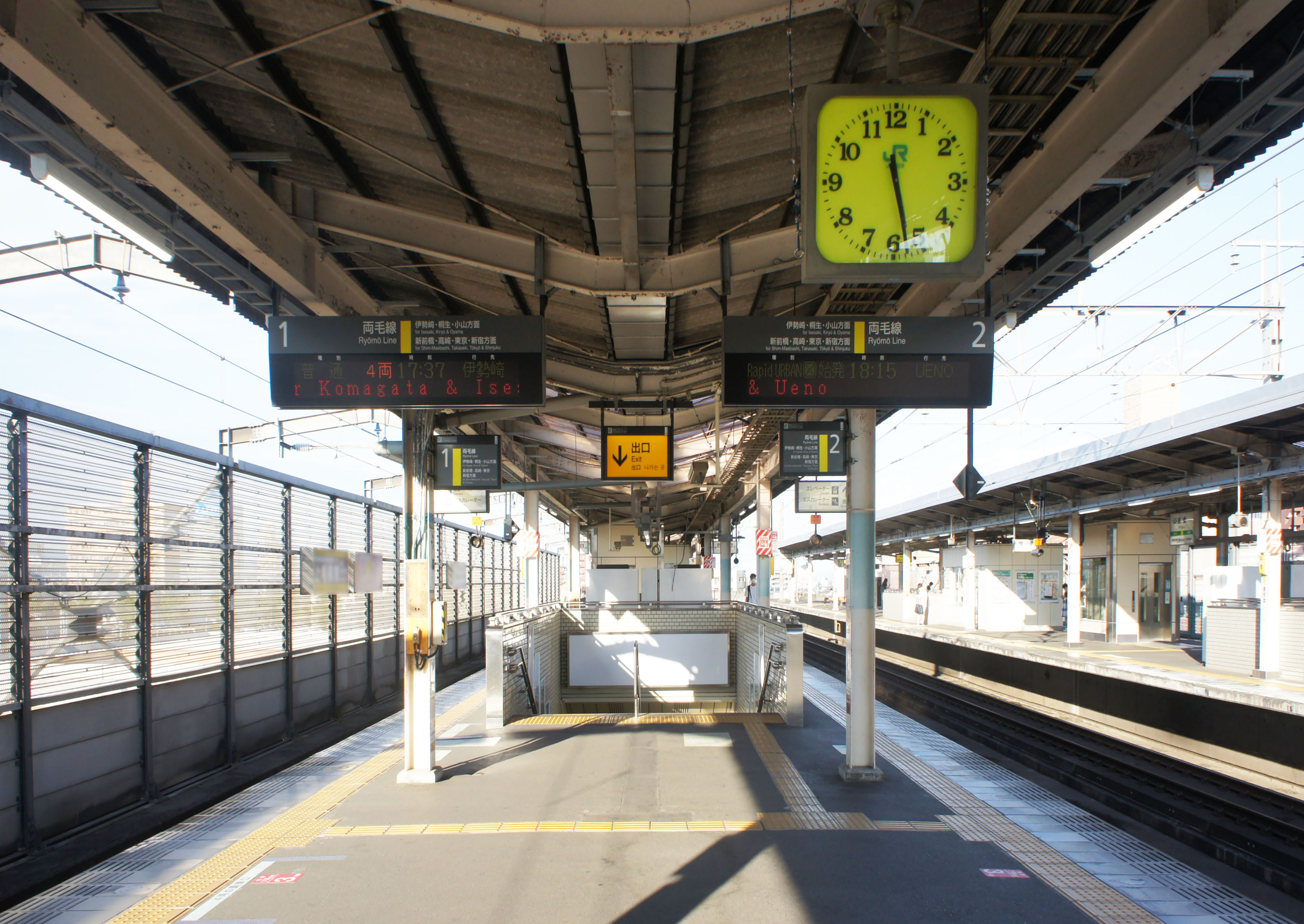
1・2番線ホーム（2021年7月）
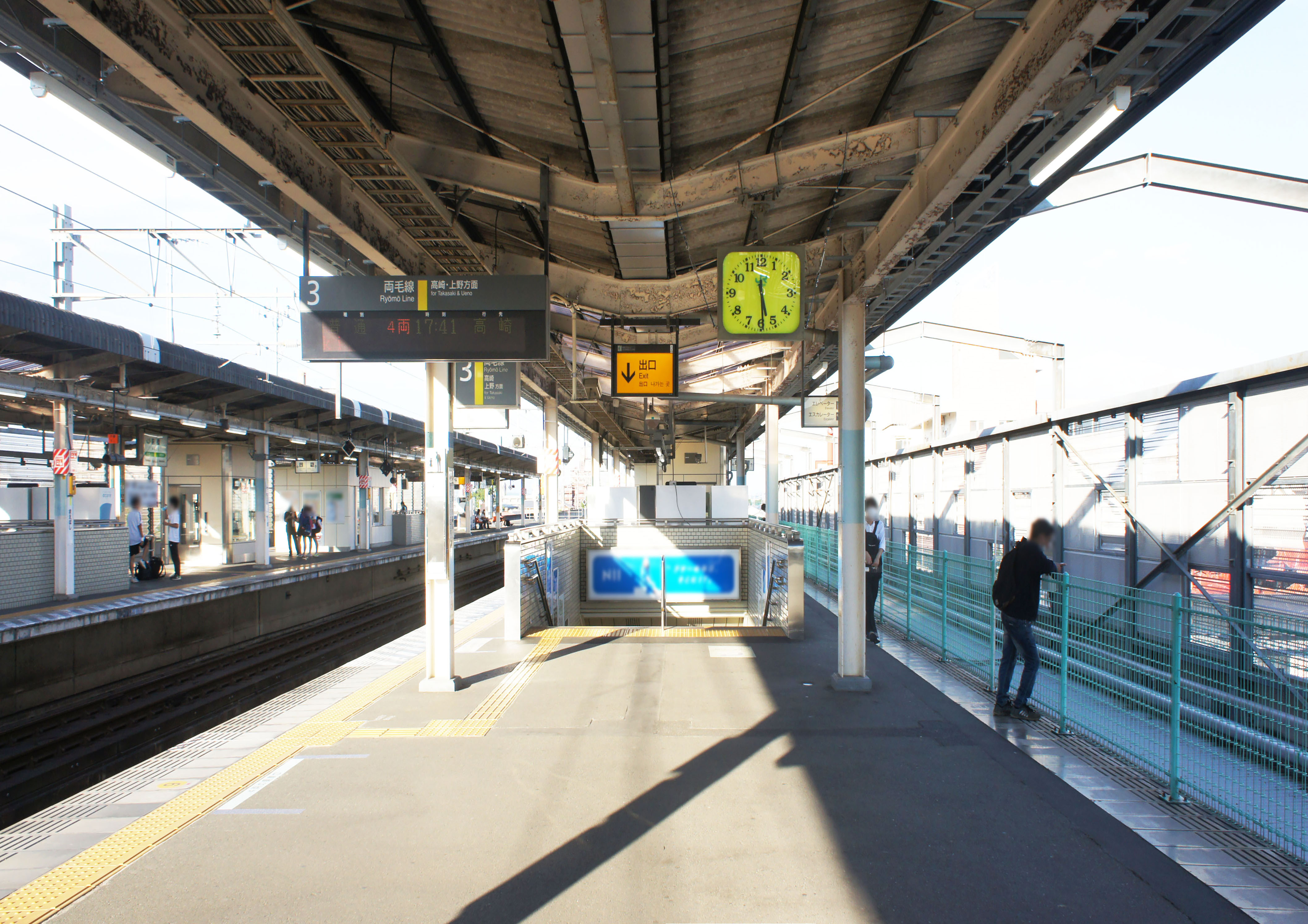
3番線ホーム（2021年7月）

### 前橋駅構内の施設・設備
高架化によりバリアフリー施設を備えた駅として整備されており、エレベーター や視覚障害者用誘導チャイムなどが運用されている。2020年よりJR東日本で12例目のエコステモデル駅として、太陽光パネルの設置、地下水を循環させることで放射熱を利用した冷暖房、壁面緑化等の環境保全技術が盛り込まれ整備された。

#### 改札内
- Suica専用グリーン券売機

#### 改札外
- みどりの窓口
- 指定席券売機
- VIEW ALTTE（JR東日本のATM）
- NewDays前橋1号
- ベーカリーショップ
- E’site（イーサイト）前橋
  - マクドナルドJR前橋駅店
  - 前橋物産館「VentoMaebashi」
  - 前橋駅観光案内所
  - 前橋駅バス案内所
  - ピッツェリア・ペスカ JR前橋駅南口店
  - 群馬銀行・東和銀行ATMコーナー

## 利用状況
JR東日本によると、2023年度（令和5年度）の1日平均乗車人員は9,291人である。
2000年度（平成12年度）以降の推移は以下のとおりである。
| 乗車人員推移       | 乗車人員推移     | 乗車人員推移    |
| 年度               | 1日平均 乗車人員 | 出典            |
| ------------------ | ---------------- | --------------- |
| 2000年（平成12年） | 10,593           | [ 利用客数 2 ]  |
| 2001年（平成13年） | 10,334           | [ 利用客数 3 ]  |
| 2002年（平成14年） | 10,011           | [ 利用客数 4 ]  |
| 2003年（平成15年） | 9,961            | [ 利用客数 5 ]  |
| 2004年（平成16年） | 9,742            | [ 利用客数 6 ]  |
| 2005年（平成17年） | 9,571            | [ 利用客数 7 ]  |
| 2006年（平成18年） | 9,511            | [ 利用客数 8 ]  |
| 2007年（平成19年） | 9,607            | [ 利用客数 9 ]  |
| 2008年（平成20年） | 9,853            | [ 利用客数 10 ] |
| 2009年（平成21年） | 9,567            | [ 利用客数 11 ] |
| 2010年（平成22年） | 9,422            | [ 利用客数 12 ] |
| 2011年（平成23年） | 9,294            | [ 利用客数 13 ] |
| 2012年（平成24年） | 9,693            | [ 利用客数 14 ] |
| 2013年（平成25年） | 10,107           | [ 利用客数 15 ] |
| 2014年（平成26年） | 10,035           | [ 利用客数 16 ] |
| 2015年（平成27年） | 10,188           | [ 利用客数 17 ] |
| 2016年（平成28年） | 10,353           | [ 利用客数 18 ] |
| 2017年（平成29年） | 10,490           | [ 利用客数 19 ] |
| 2018年（平成30年） | 10,682           | [ 利用客数 20 ] |
| 2019年（令和元年） | 10,511           | [ 利用客数 21 ] |
| 2020年（令和02年） | 7,304            | [ 利用客数 22 ] |
| 2021年（令和03年） | 7,901            | [ 利用客数 23 ] |
| 2022年（令和04年） | 8,841            | [ 利用客数 24 ] |
| 2023年（令和05年） | 9,291            | [ 利用客数 1 ]  |

## 駅周辺

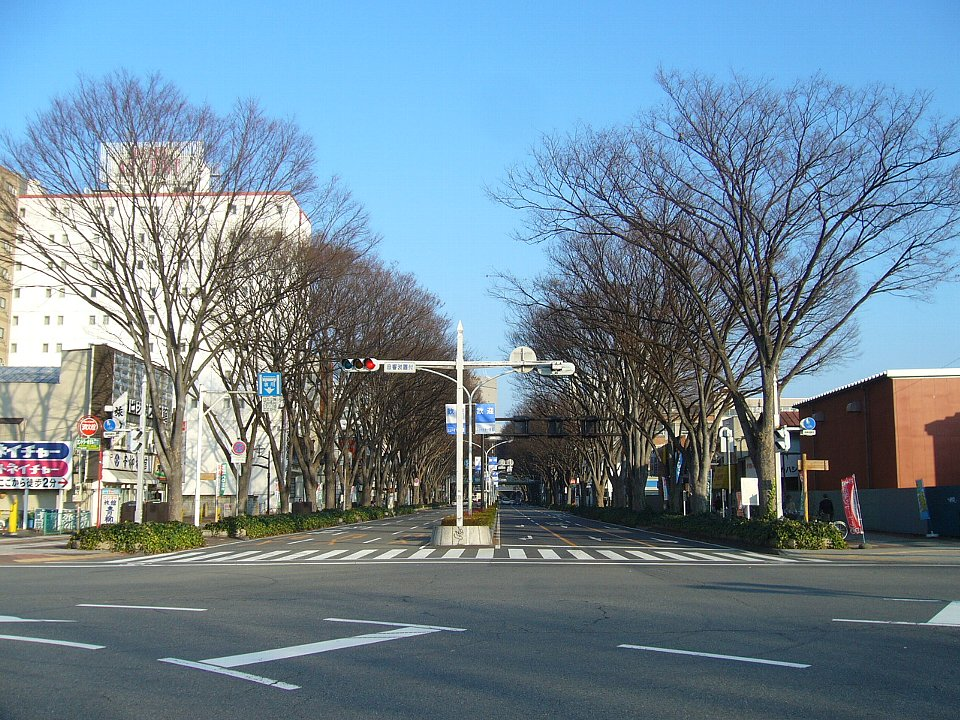
北口から伸びるケヤキ並木

駅の南北にそれぞれロータリーが所在する。市の中心部まで徒歩10-15分程度、群馬県庁まで徒歩25分程度とやや離れている。北方約1kmの中央前橋駅との間には上毛線の運行ダイヤに合わせたシャトルバスがある。
北口から北方の赤城山方面へ延びる群馬県道17号前橋停車場線の両側には、国道50号との交差点近くまで500メートルにわたってケヤキの大木が連なる。この「ケヤキ並木」は、1950年に戦災復興事業によって植樹されたものであり、前橋市のシンボルの一つとなっている。

### 北口ロータリー西側
- タクシー乗り場
- アクエル前橋（旧エキータ）
- Dパーキング前橋駅北口 - 立体駐車場

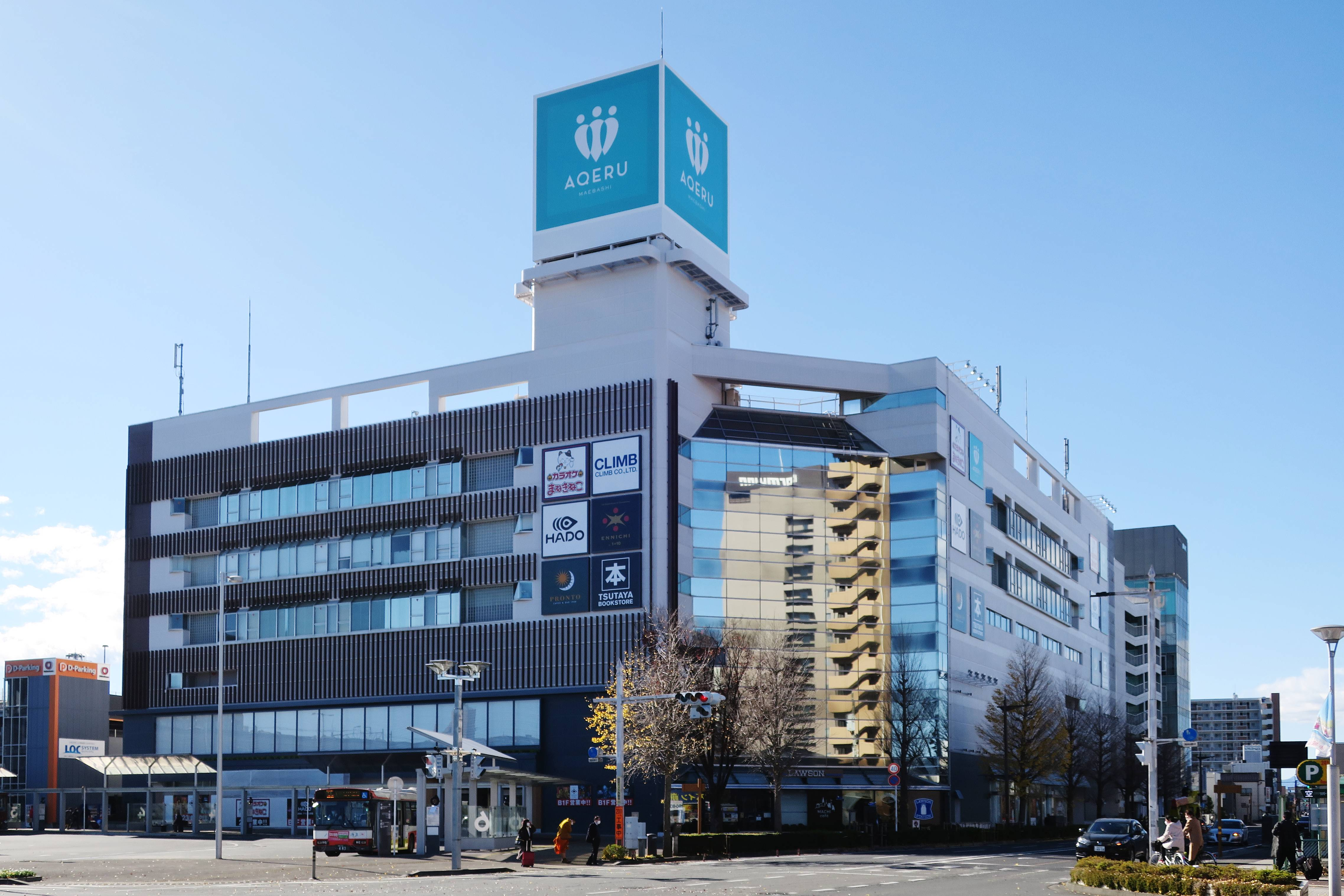
アクエル前橋

- サイクルツリー前橋 - 駐輪場、レンタサイクル
- 青柳旅館
- ドーミーイン前橋
- コンフォートホテル前橋
- カントリーホテル前橋
- オリックスレンタカー
- 三菱UFJモルガン・スタンレー証券前橋支店
- 東和銀行本店営業部
- 三井住友銀行前橋支店
- みずほ銀行前橋支店
- りそな銀行前橋支店
- 足利銀行前橋支店
- 栃木銀行前橋支店
- 横浜銀行前橋支店
- 大光銀行前橋支店
- みずほ信託銀行前橋支店
- 三井住友信託銀行前橋支店
- 前橋表町郵便局

### 北口ロータリー東側
- 前橋警察署駅前交番
- エリア（ロータリー）内有料駐車場
- コンフォートホテル前橋
- 前橋駅前天然温泉ゆーゆ
- 第四北越銀行前橋東支店[20]

### 南口
- タクシー乗り場
- Dパーキング前橋駅南口
- 東横INN前橋駅前
- 中央総合学院職業教育センター
- 前橋市民文化会館
- 前橋工科大学
- 前橋文化服装専門学校
- 東京電力前橋支社
- 群馬銀行前橋駅南支店
- 桐生信用金庫 前橋支店
- 高崎信用金庫 前橋南支店
- ぐんまみらい信用組合 前橋支店
- 前橋南町郵便局
- 群馬県赤十字血液センター 献血ルーム前橋ハートランド (大同生命ビル1F)
- 群馬日建工科専門学校
- けやきウォーク前橋 徒歩8分、関越交通・日本中央バスによる直通バスあり）

「前橋駅南口土地区画整理事業」は、平成5年度手づくり郷土賞（ふるさとの風景にとけこむ道）受賞。

## バス路線

### 北口バスロータリー（路線バス）
| 乗り場 | 方面                                      | 運行会社     | 行先                                                                           | 備考 |
| ------ | ----------------------------------------- | ------------ | ------------------------------------------------------------------------------ | --- |
| 1番線  | 県庁前・前橋公園方面                      | 関越交通     | 前橋公園、敷島公園バスターミナル                                               | 敷島公園バスターミナル行は休日のみ一部運転 |
| 1番線  | 県庁前・前橋公園方面                      | 日本中央バス | 前橋公園                                                                       | |
| 1番線  | 県庁前・前橋公園方面                      | 永井運輸     | 前橋公園                                                                       | |
| 2番線  | 渋川・群大病院方面                        | 関越交通     | 渋川駅、南橘団地、小児医療センター、群馬大学荒牧、群大病院、道の駅まえばし赤城 | |
| 3番線  | 敷島公園方面・ 市内循環                   | 関越交通     | 川原町北、総合スポーツセンター                                                 | |
| 3番線  | 敷島公園方面・ 市内循環                   | 日本中央バス | 中央前橋駅                                                                     | |
| 3番線  | 敷島公園方面・ 市内循環                   | マイバス     | Qの広場前、新前橋駅、前橋駅                                                    | |
| 4番線  | 前橋市南部・伊勢崎・玉村・ 前橋市東部方面 | 関越交通     | けやきウォーク前橋                                                             | |
| 4番線  | 前橋市南部・伊勢崎・玉村・ 前橋市東部方面 | 日本中央バス | 石関町南、城南運動公園、ガーデン前橋、けやきウォーク前橋                       | |
| 4番線  | 前橋市南部・伊勢崎・玉村・ 前橋市東部方面 | 群馬バス     | 日赤病院                                                                       | |
| 4番線  | 前橋市南部・伊勢崎・玉村・ 前橋市東部方面 | 永井運輸     | 東大室、玉村町役場、後閑町入口、下川団地中央通り                               | |
| 5番線  | 前橋市西部・吉岡・高崎方面                | 関越交通     | 群馬温泉、金古王塚台団地、土屋文明記念文学館、関越交通前橋営業所               | |
| 5番線  | 前橋市西部・吉岡・高崎方面                | 群馬中央バス | 高崎駅西口                                                                     | |
| 5番線  | 前橋市西部・吉岡・高崎方面                | 日本中央バス | 上野田、桃泉、しんとう温泉                                                     | |
| 5番線  | 前橋市西部・吉岡・高崎方面                | 群馬バス     | 箕郷、イオンモール高崎                                                         | |
| 5番線  | 前橋市西部・吉岡・高崎方面                | 上信観光バス | 高崎駅西口                                                                     | |
| 6番線  | 前橋市北部・赤城山・新前橋方面            | 関越交通     | 富士見温泉、国立赤城青少年交流の家、赤城山ビジターセンター                     | 国立赤城青少年交流の家行は4月1日 - 11月3日の土休日のみ運行。4月1日 - 11月3日の平日は要予約デマンド運行。 赤城山ビジターセンター行の急行便は土休日のみ運行。普通便は4月1日 - 11月3日のみ運行。 |
| 6番線  | 前橋市北部・赤城山・新前橋方面            | 群馬中央バス | 新前橋駅西口                                                                   | |
| 6番線  | 前橋市北部・赤城山・新前橋方面            | 日本中央バス | 富士見温泉                                                                     | |
| 6番線  | 前橋市北部・赤城山・新前橋方面            | 永井運輸     | 嶺公園、小坂子、荻窪公園、勝沢十字路                                           | |

### 南口バスロータリー（高速バス）

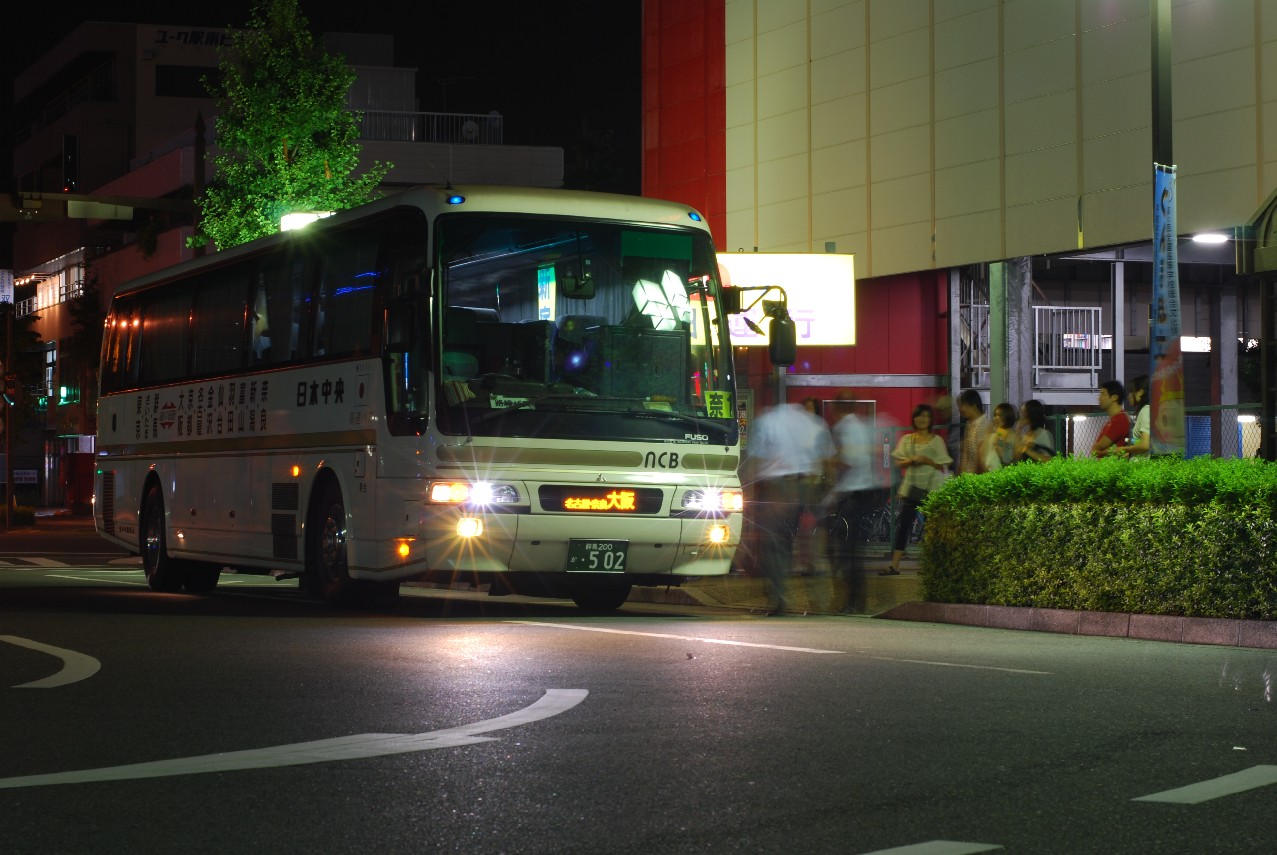
シルクライナー

| 運行会社                   | 系統・行先 | 備考     |
| -------------------------- | --- | -------- |
| 関越交通・千葉交通         | アザレア号：東京ディズニーランド・成田空港                                                                            |          |
| 東京空港交通・日本中央バス | 羽田空港 |          |
| 日本中央バス               | シルクライナー：大阪OCAT 富山駅前・金沢駅東口 仙台ライナー：仙台駅東口 バスタ新宿・秋葉原駅・バスターミナル東京八重洲 |          |
| 関越交通・富士急バス       | 富士急ハイランド・河口湖駅                                                                                            | 季節運行 |

#### 東横イン前
| 運行会社     | 系統・行先                                             | 備考                                   |
| ------------ | ------------------------------------------------------ | -------------------------------------- |
|              | 臨時：正田醤油スタジアム群馬                           | ザスパクサツ群馬のホーム戦開催日に運行 |
| 群馬中央バス | 定期観光バス（富岡製糸場とぐんまフラワーパークコース） | 季節運行                               |

## 隣の駅
東日本旅客鉄道（JR東日本）
■両毛線
前橋大島駅 - 前橋駅 - 新前橋駅

### 記事本文